# Hyperolius argus
Hyperolius argus o rana de caña africana es una especie de anfibios nocturnos de la familia Hyperoliidae.
Se distribuye desde el sur de Somalia hasta el sudeste de Sudáfrica.
Es una de las cinco especies de ranas en las que machos y hembras no comparten la misma pigmentación. Los machos son generalmente verdes y las hembras pardo-rojizas con pequeñas manchas. Esta especie muestra una gran variación en color y patrones.
Habitan en arbustos bajos y praderas.

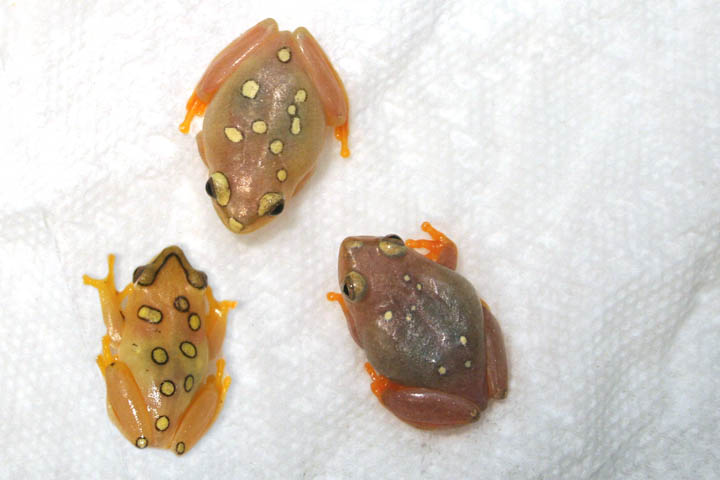
Diferencias entre hembras.